# Bāgh-e Farājerd
Bāgh-e Farājerd (persiska: باغ فراجرد, Bāgh-e Farhād Gerd) är en ort i Iran.   Den ligger i provinsen Khorasan, i den nordöstra delen av landet, 700 km öster om huvudstaden Teheran. Bāgh-e Farājerd ligger 998 meter över havet och antalet invånare är 514.
Terrängen runt Bāgh-e Farājerd är platt, och sluttar söderut.Runt Bāgh-e Farājerd är det ganska tätbefolkat, med 185 invånare per kvadratkilometer. Närmaste större samhälle är Mashhad, 12,4 km söder om Bāgh-e Farājerd. Omgivningarna runt Bāgh-e Farājerd är i huvudsak ett öppet busklandskap.